# 팔멜라과
팔멜라과(Palmellaceae)는 녹조강 클라미도모나스목에 속하는 녹조류과의 하나이다. 12속 18종으로 이루어져 있다.

## 하위 속
| - Chlamydocystis - Chloranomala - Dendrodictyon - Ecballocystella - Ecballodictyon - Gloiodictyon | - Gyorffyana - Inoderma - Oncosaccus - 팔멜라속 (Palmella) - Palmellosphaericum - Urococcus |